# Zygodon catarinoi
Zygodon catarinoi là một loài rêu trong họ Orthotrichaceae. Loài này được C.A. Garcia, F. Lara, Sérgio & Sim-Sim mô tả khoa học đầu tiên năm 2006.